# Würgendorf

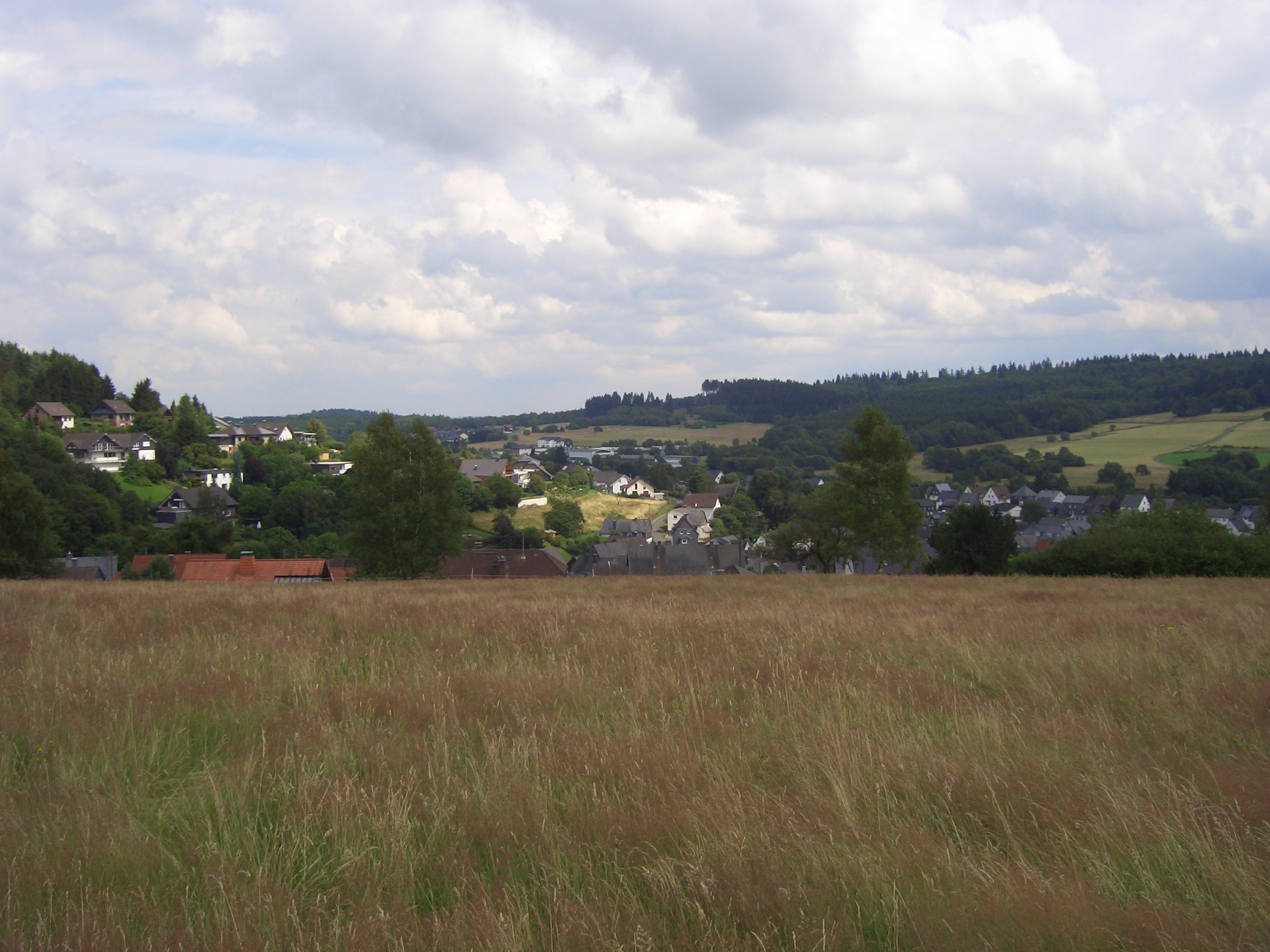
Blick über Würgendorf vom Hahnberg

Würgendorf ist ein Ortsteil von Burbach im Siegerland, im Kreis Siegen-Wittgenstein in Nordrhein-Westfalen. Mit 1646 Einwohnern ist Würgendorf der viertgrößte Ort der Gemeinde Burbach.

## Geographie

### Geographische Lage
Würgendorf liegt im südlichen Siegerland, direkt westlich der westfälisch-hessischen Landesgrenze und ist Teil des oberen Freien Grunds. Der Ort befindet sich etwa 4 km östlich von Burbach, 18 km südöstlich von Siegen und 15 km westlich von Dillenburg. Er wird vom Sieg-Zufluss Heller durchflossen.

### Berge und Täler
Würgendorf liegt in einer Talsohle am Nordfuß des Gebirgskamms Die Höh (bis 598 m ü. NHN) und an den Südausläufern des Rothaargebirges auf 400 bis 460 m Höhe. Die höchste Erhebung in der Gemarkung Würgendorf bildet eine in deren Süden gelegene und 573 m hohe Stelle (⊙) auf den nördlichen Hochlagen einer namenlosen(?) und 574 m hohen Kuppe des Höhenzugs Höh. Zu den Bergen und Erhebungen der Umgebung gehören – sortiert nach Höhe in Meter (m) über Normalhöhennull (NHN):
- Donnerhain (560,7 m; Norden)
- Höhchen (557,2 m; Norden)
- Stein (555,9 m; Norden)
- Erhebung im/am Flurstück Obere Sang (545,6 m; Süden)
- Holzholzer Kopf (542,9 m; Nordnordwesten)
- Hahnberg (498,8 m; Nordwesten)

Die Erhebungen rund um Würgendorf sind geprägt durch große Eichen-, Birken- und Fichtenbestände. Gerade in den Wäldern wird die über Jahrhunderte typische siegerländer Haubergswirtschaft deutlich.

### Gewässer
Größtes Fließgewässer von Würgendorf ist die Heller, die an der nahen Kalteiche etwas jenseits der Landesgrenze entspringt und den Ort in westlicher Richtung durchfließt. Ihm fließen durch ein rechtes Nebental durch das Dorf der Siegenbach (auf Platt „Siejemich“) von Norden zu, der am Spornansatz des Hahnbergs entspringt und vor dem Eintritt in den Siedlungsbereich das Naturbad Erlenweiher durchläuft, das in erster Linie als Löschwasserteich dient. Der größte Zufluss der Heller bei Würgendorf ist der Bachseifen, der ihr westlich des Siedlungsgrenze zuläuft und am Holzholzer Kopf noch weiter im Norden entspringt.
Jenseits der nördlichen Wasserscheide über Holzholzer Kopf und Höhchen zum Wiebelhäuser Bach entsteht das diesem dann als Gretenbach zulaufende Höhbörnchen in der trennenden Geländekerbe.

### Nachbarortschaften
Würgendorf grenzt im Norden an Wilnsdorf, nordwestlich an Gilsbach, im Osten an Allendorf im Lahn-Dill-Kreis, im Süden an den Ort Holzhausen im Hickengrund, sowie im Westen an Burbach.

## Geschichte
Das Gebiet wurde zuerst durch keltische Stämme besiedelt. Durch das Kirchspiel Haiger erfolgte 778 n. Chr. eine Dokumentation der Ländereien im Ober- und Freien Grund. Am 28. April 1048 fand die erste Erwähnung des Freien Grund als das „Gebiet der Freien Männer“ (predium liberorum virorum) statt.
Im 13. Jahrhundert wurde das Mittelschiff der Wehrkirche erbaut. Das Dachwerk wurde 1441 mit fachwerkenem Ostgiebel neu gebaut. Kirchturm und Chorbogen entstanden 1450. Die urkundliche Ersterwähnung von Würgendorf erfolgte 1461. Graf Wilhelm der Reiche führte 1530 die Reformation ein. Im Jahr 1605 zählte der Ort 33 nassauische Häuser. Auf Anordnung der nassauischen Regierung mussten am 21. Mai 1606 die katholischen Reliquien aus der Wehrkirche entfernt werden.
Während des Dreißigjährigen Kriegs zogen Söldnerheere durch Würgendorf und es kam zu Brandschatzungen, Plünderungen und Gewalthandlungen. Trotzdem wurde in der Zeit im Jahr 1629 die erste Dorfschule erbaut. Im Jahr 1698 umfasste der Ort 40 Häuser.
Aufgrund des Spanischen Erbfolgekrieges kam es zwischen 1700 und 1714 zum Durchzug kaiserlicher Truppen durch den Freien Grund. Im Jahr 1758 zählte Würgendorf 53 Häuser. Durch ein schweres Gewitter kam es am 21. Mai 1781 zu enormen Flurschäden. Die „alte Schule“ wird 1785 gebaut.
Die Schlacht der Österreicher gegen die französische Revolutionsarmee auf der Kalteiche fand am 4. Juli 1796 statt. Unter den Plünderungen der Franzosen litten vor allem die Einwohner Würgendorfs und der Lippe. Würgendorf bestand 1812 aus 53 Häusern. Bei der Schlacht bei Waterloo gegen Napoleon waren vier Männer aus Würgendorf beteiligt. Nach dem Wiener Kongress fiel Würgendorf am 26. Oktober 1816 an Preußen. Im Jahr 1818 wurde ein neuer Friedhof angelegt.
Am 12. Januar 1862 wurde die Bahnstrecke Betzdorf–Haiger als Teilstück der Bahnstrecke Deutz–Gießen fertiggestellt. Auf der Wasserscheide wurde der Bahnhof Würgendorf errichtet. Das Hotel Schneider (heute Hotel Haus Wasserscheide) wurde 1900 eröffnet. Im gleichen Jahr wurde eine Wasserleitung gebaut. Der Bahnhof wurde von 1907 erbaut.
Die Dynamit AG, vormals Alfred Nobel & Co (kurz DAG) errichtete 1903 ein Werk mit Bahnanschluss zur Herstellung von Dynamit. Der letzte Kohlenmeiler im Ort brannte 1906. Die Freiwillige Feuerwehr wurde 1908 gegründet. Die Elektrifizierung Würgendorfs erfolgte 1913. Das Heimhofgebäude der Dynamit Nobel wurde 1917 auf der Wasserscheide fertiggestellt. Das Unternehmen ermöglicht zugezogenen Katholiken 1918 Religionsunterricht und die Heilige Messe im Speisesaal abzuhalten. Die seit 1925 gebaute neue Schule wurde am 18. Oktober 1926 eingeweiht. Das Kriegerdenkmal wurde ebenfalls 1927 eingeweiht. Der Ort zählte 1937 129 Häuser.
Am 29. März 1945 marschierten die Amerikaner in Würgendorf ein. Nahezu die gesamte Bevölkerung flüchtete aus Angst zum „Heinhäuschen“ Richtung „Wiebelhausen“. Der Kulturkreis um die Wasserscheide wurde 1951 gegründet und bestand bis 2006. Die Schule wurde 1954 durch einen Anbau erweitert. Das Dorfgemeinschaftshaus wurde am 19. Januar 1957 eingeweiht. Die Kirchengemeinde kaufte 1959 die von jeher von der Gemeinde Würgendorf verwaltete alte Kapelle.
Im Jahr 1958 wurde eine Flurbereinigung begonnen. Die Übergabe war 1962. Von 1965 bis 1966 wurde eine neue Friedhofshalle erbaut. Bis zur kommunalen Neugliederung am 1. Januar 1969 gehörte der Ort dem Amt Burbach an und wurde dann in die neue Großgemeinde Burbach eingegliedert. Ab dem Herbst 1970 mussten die Kinder zur Schule nach Burbach. Neun Jahre später kaufte die evangelische Gemeinschaft das Schulgebäude. Im Jahr 1971 wurde die neugebaute evangelische Kirche eingeweiht und der Ort an die neugebaute Autobahn angeschlossen.
Der Dorfbrunnen wurde 1997 durch Mitglieder der Vereine unter Federführung des Heimatvereins eingeweiht. Die renovierte Wehrkirche wurde am 8. Juli 2007 wieder eröffnet. Am 14. Dezember 2007 erfolgte die Einweihung des neuen Feuerwehrhauses.

### Demographische Entwicklung
| Jahr   | Einwohner |
| ------ | --------- |
| 1461   | 94        |
| 1466   | 94        |
| 1479   | 100       |
| 1486 1 | 128       |
| 1589 1 | 189       |
| 1605 1 | 183       |
| 1810 1 | 327       |
| 1846 1 | 420       |
| 1850 1 | 444       |
| 1867 1 | 426       |

| Jahr   | Einwohner |
| ------ | --------- |
| 1885 1 | 418       |
| 1895 1 | 428       |
| 1905 1 | 519       |
| 1910 1 | 490       |
| 1925 1 | 703       |
| 1934 1 | 952       |
| 1939 1 | 773       |
| 1943 1 | 834       |
| 1945 1 | 839       |
| 1946 1 | 1026      |

| Jahr   | Einwohner |
| ------ | --------- |
| 1950 2 | 1097      |
| 1954 1 | 1196      |
| 1961 1 | 1282      |
| 1967 2 | 1413      |
| 1979 1 | 1632      |
| 1985 2 | 1572      |
| 1993 1 | 1610      |
| 1999 1 | 1611      |
| 2003 1 | 1611      |
| 2005   | 1637      |

Häuserzahlen
| Jahr   | 1589 | 1605 | 1698 | 1704 | 1706 | 1725 | 1730 | 1758 | 1788 | 1810 | 1846 | 1850 | 1867 |
| Häuser | 34   | 33   | 40   | 40   | 42   | 49   | 49   | 53   | 53   | 80   | 85   | 86   | 85   |

### Entwicklung des Ortsnamens
Würgendorf wurde im Jahre 1461 in einem Schatzungsregister zum ersten Mal urkundlich erwähnt. Laut der dort beschriebenen Steuerabgaben wird deutlich, dass Würgendorf zur damaligen Zeit das wohlhabendste Dorf im Freien Grund gewesen ist. Durch das Alter der Wehrkirche ist belegt, dass der Ort vor der urkundlichen Ersterwähnung mindestens 250 Jahre, sehr wahrscheinlich sogar noch länger, bestanden hat. Im Gegensatz zu vielen Nachbardörfern wurde der Ortsname nur in geringem Maße verändert. Aufgrund von Nachforschungen gab es in Würgendorf folgende Varianten des Ortsnamens:
- 1461 Wergentorff
- 1617 Wirgendorf
- 1623 Wirgedorf
- 1640 Wirgedorff
- 1814 Würgendorf
- 1823 Wirgendorf

Der Ortsname Würgendorf wurde 1814 festgelegt. Jedoch kam es noch später in einigen Protokollen und Aufzeichnungen zu einer Verwendung des Namens Wirgendorf.

## Legenden
Über Generationen hinweg hält sich eine Sage, die die Entstehung des Ortes beschreibt. Vor vielen Jahrhunderten kam eine Prinzessin namens Virginia auf ihrer Reise durch die heutige Gemarkung des Ortes. Während eines schweren Gewitters brach ein Rad ihrer Kutsche und ein Pferd ging durch. Ein Weiterkommen war unmöglich. Dann entdeckte sie im Tal ein Licht. Sie machte sich auf und fand ein Gehöft. Die Hausbewohner nahmen sie auf und versorgten Virginia. Diese war so dankbar, dass sie versprach, eine Kirche für die Bewohner zu bauen. Sie setzte dies in die Tat um und ließ die heutige Wehrkirche bauen.
Eine weitere Legende ist die vom Raubritterschloss. Angeblich habe sich auf dem Hahnberg in den Zeiten des Mittelalters eine kleine Burg befunden, welche von Raubrittern bewohnt wurde. Jene Ritter haben Angst und Schrecken in den umliegenden Dörfern verbreitet. Noch heute wird das Areal auf dem Hahnberg „Am Schlößchen“ genannt. Grabungsarbeiten durch Dorfbewohner konnten die Existenz jener Ritterburg nie belegen.

## Hausnamen
Wie in vielen anderen Orten im Siegerland tragen viele Familien neben ihrem heutigen Nachnamen auch einen sogenannten Hausnamen. Diese Hausnamen gehen meist zurück auf den ursprünglichen Bauherren. Orientiert hat man sich dabei vornehmlich an dessen Beruf, dessen Familiennamen oder einer besonderen Eigenart. Hausnamen entstanden aus der Notwendigkeit heraus, ein Anwesen/Wohnhaus lagemäßig eindeutig zu definieren (den Ort zu kennzeichnen) in einer Zeit, als es noch keine Grundbücher und Hausnummern gab. Noch heute tragen die Nachkommen bzw. die neue Bewohner der Häuser diese Namen.
Bekannte Hausnamen in Würgendorf sind:
- Ahle Hirte (Alter Hirte)
- Trappe (Namensgebend war eine lange Treppe vor dem Haus)
- Annzwaanersch Haus (Haus Schneider)
- Hennerichs Haus (Heinrichs Haus)
- Ahl Kuhrts Haus (Stammhaus Bäckerei Becker – heute Heimathaus)
- Metz Haus (Haus Kölsch)
- Gündersch Haus (ehem. Haus Kreutz)

## Politik
Ortsvorsteher ist seit 2009 Matthias Moos (CDU).
Ebenso begleitet er schon über 25 Jahre das Amt des 1. Vorsitzenden vom hiesigen Heimatverein.

## Vereinsleben
- Heimatverein Würgendorf

## Sehenswürdigkeiten

### Wehrkirche Würgendorf

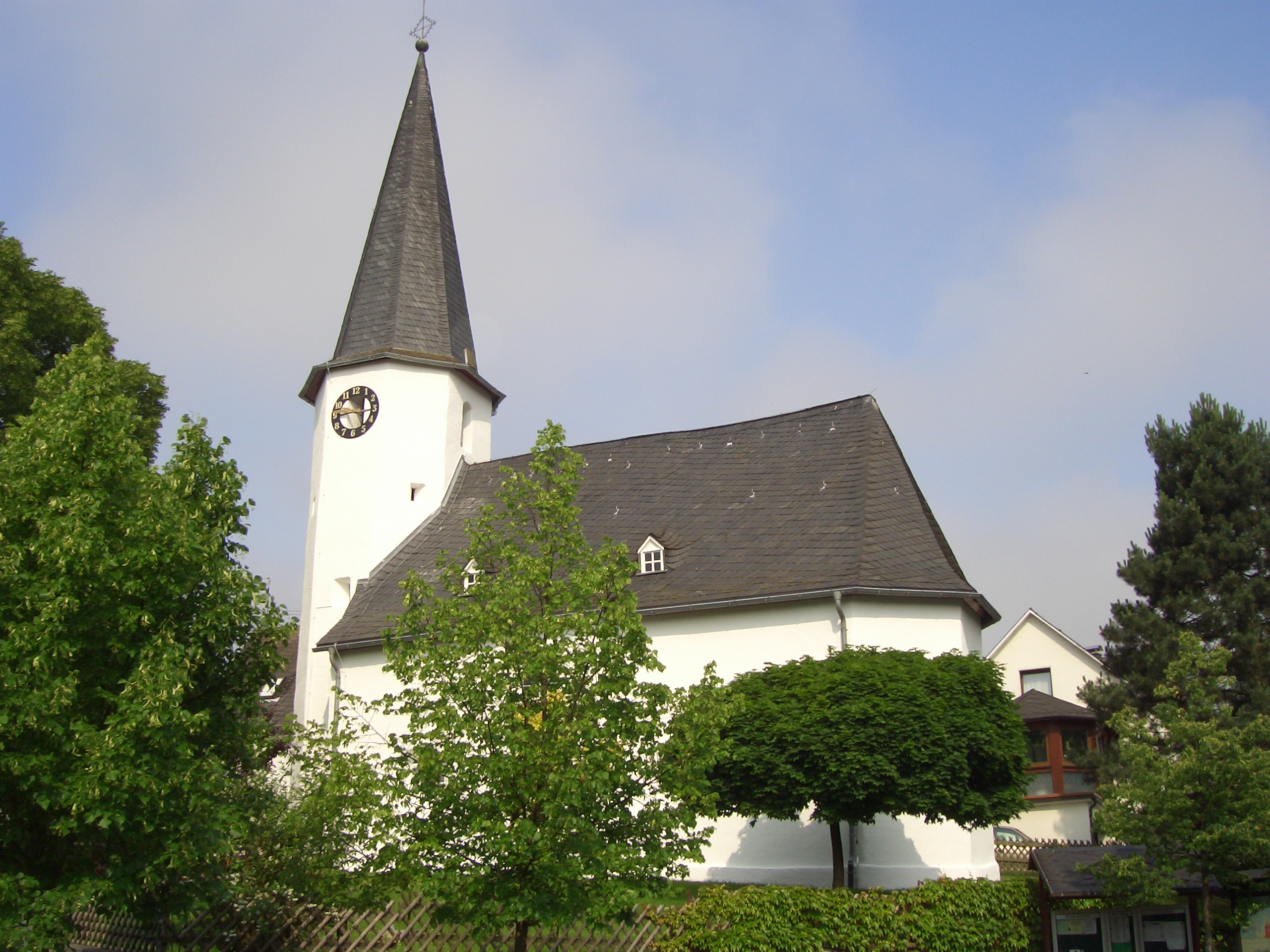
Wehrkirche nach neuem Anstrich

Sehenswert ist die über 750 Jahre alte Wehrkirche, das Wahrzeichen Würgendorfs, inmitten des alten Ortskerns. Der Bau der Kirche datiert nach Schätzungen auf den Beginn des 13. Jahrhunderts. Damit zählt sie zu den ältesten Kirchen in ganz Südwestfalen.
Die Kirche wurde bis in die 1960er Jahre genutzt. Aus Platzmangel wurde eine neue Kirche gebaut und die alte Wehrkirche blieb ungenutzt. Fast vier Jahrzehnte war die Kirche einem langsamen, aber stetigem Verfall ausgeliefert. Jedoch seit kürzerer Zeit ist die alte Wehrkirche wieder ins Bewusstsein der örtlichen Bevölkerung getreten und es wurden umfangreiche Renovierungsarbeiten durch den Heimatverein durchgeführt. Ab Juli 2007 steht die Kirche nach fast 40 Jahren Unterbrechung nun für Taufen, Hochzeiten, kulturelle Veranstaltungen, Vorträge usw. wieder zur Verfügung.
Bemerkenswert ist auch das denkmalgeschützte Heimhof-Theater ein ehemaliges Betriebsgebäude der Dynamit Nobel AG.

### Ehrenmal

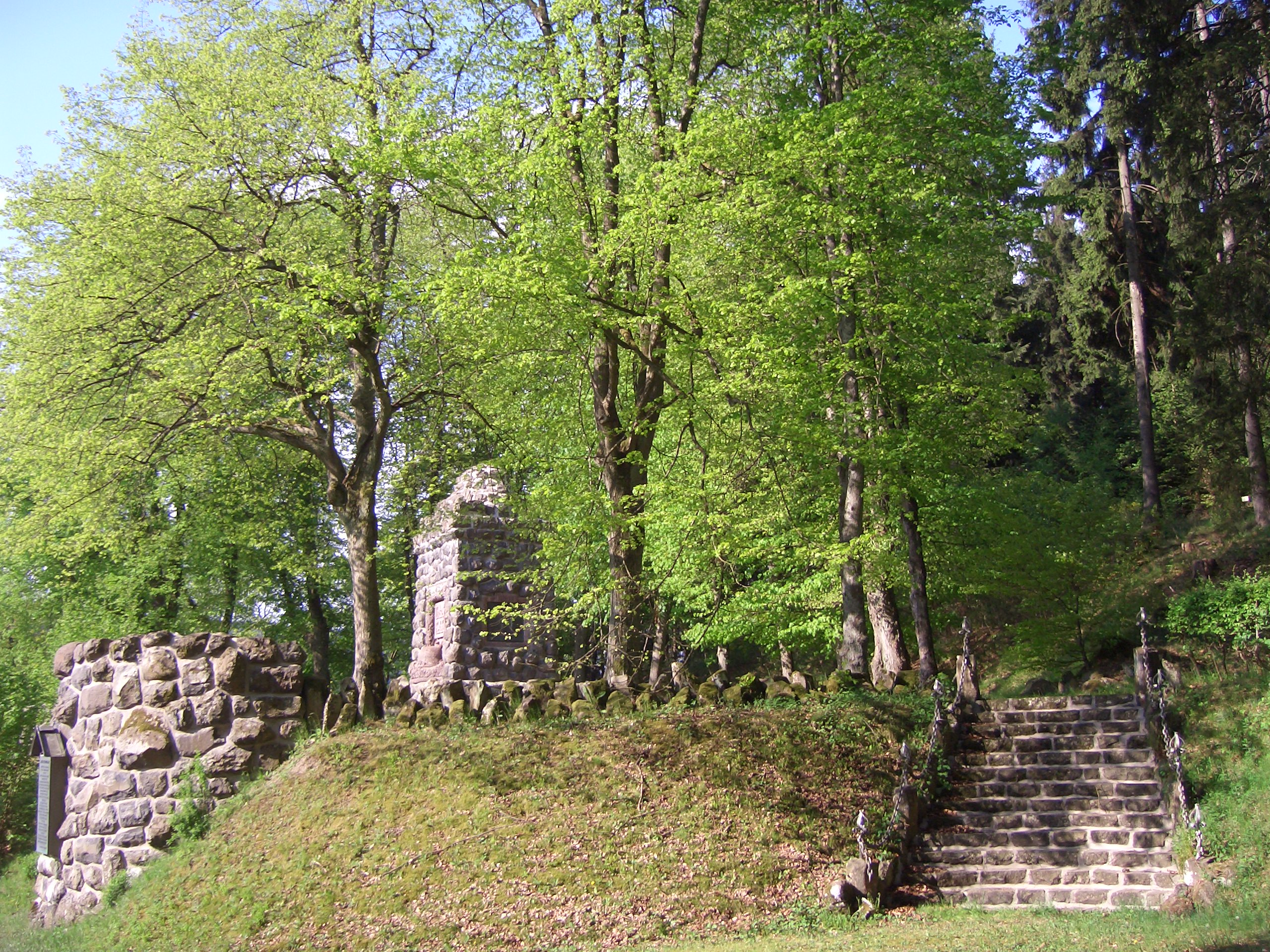
Würgendorfer Denkmal

Das Würgendorfer Ehrenmal ist eines der größten und monumentalsten Denkmäler im Kreis Siegen-Wittgenstein. Außerdem gilt es als eines der schönsten im gesamten Umkreis. Das Denkmal wurde von neunzehn Linden umgeben, symbolisch für jeden Gefallenen aus Würgendorf im Ersten Weltkrieg. Heute stehen noch sechzehn der ursprünglich neunzehn Linden. Das Denkmal wurde terrassenförmig angelegt in Eigenarbeit der örtlichen Bevölkerung. Es befindet sich im Mündungsgebiet des Bachseifen in die Heller.
Das Denkmal wurde am 21. August 1927 feierlich eingeweiht. Der damalige Gemeindevorsteher Fries sagte in seiner Festrede:
„Viele nehmen von dem Soldaten, der in den Krieg zieht, an, daß er gerne bereit ist zu sterben, bedenken aber nicht, daß er das Liebste, was er hatte, zurücklassen mußte und für uns in den Tod ging.“
Nach dem Zweiten Weltkrieg wurden zwei weitere Tafeln auf der zweiten Terrasse angebracht. Auf einer dieser Tafeln wurden die Namen der Gefallenen des Zweiten Weltkrieges vermerkt, auf der anderen folgendes Gedicht von Friedrich Rasche aus dem Jahre 1944:
Still! Ich höre sie wandern über die schwarze Steppe der Nacht - Nun kennt jeder den andern und keiner lacht - Sie rinnen dahin wie der Regen, sie schleifen wie Blätter im Wind, fusslos auf verlorenen Wegen - Mutter, dein letztes Kind, Mädchen, eure Geliebten - Da wehen sie rauchig ins Nichts, die Stummen, von Eisen durchsiebten, erdig und leeren Gesichts-Schattenvögel, die streichen an ihren zerbröckelnden bleichen Schläfen lautlos entlang - Manchmal zählt Mond ihre Rippen, auf ihren zerfaserten Lippen drängt fremder Gesang - Sie blieben nichts schuldig, sie gaben sich selber noch obendrein - Irgendwo wird sie begraben Wind und Novemberschein
Das große, weithin sichtbares Eisernes Kreuz unterhalb der obersten Terrasse wurde nach dem Zweiten Weltkrieg entfernt. In Jahren 2007 und 2008 wurde die Anlage von Grund auf renoviert. Weiterhin wurden einige ältere Bäume gefällt, so dass der Blick von der Zollstraße und der Landstraße auf die Anlage nun wieder frei ist. Auch diese Arbeiten wurden maßgeblich durch Mitglieder des Heimatvereins geleistet.
Jedes Jahr am Volkstrauertag findet eine Kranzniederlegung statt.

## Infrastruktur

### Verkehr und Wandern
Würgendorf besitzt an der Hellertalbahn einen Bahnhof im Bereich Wasserscheide, der sich in Privatbesitz befindet, sowie den ortsnah gelegenen Haltepunkt Würgendorf Ort. Beide werden von der Linie RB96 der Hessischen Landesbahn im Zweistundentakt bedient.
| Linie | Verlauf | Takt    |
| ----- | --- | ------- |
| RB 96 | Hellertal-Bahn: Betzdorf (Sieg) – Grünebacherhütte – Grünebach Ort – Sassenroth – Königstollen – Herdorf – Struthütten – Altenseelbach – Neunkirchen (Kr Siegen) – Wahlbach (Kr Siegen) – Burbach (Kr Siegen) – Würgendorf (Ort) – Würgendorf – Holzhausen (Kr Siegen) – Niederdresselndorf – Allendorf (Dillkr) – Haiger Obertor – Haiger – Sechshelden – Dillenburg Stand: Fahrplanwechsel Dezember 2021 | 120 min |

Würgendorf ist mit der Bundesautobahn 45 (Anschlussstelle Haiger/Burbach) an der östlich der Ortschaft verlaufenden B 54 verbunden. Zudem besteht auf der durch die Ortschaft verlaufenden Westerwaldvariante Anbindung an den Rothaarsteig. Hindurch verläuft auch der Siegerland-Höhenring.

### Industrie
- Dynamit Nobel Defence GmbH heute eine Tochtergesellschaft des staatlichen israelischen Wehrtechnikkonzerns Rafael.[6]

## Persönlichkeiten
- Hermann Schmidt (1917–1983), deutscher Politiker (SPD)